# Риашан (Мараньян)
Риашан (порт. Riachão) — муниципалитет в Бразилии, входит в штат Мараньян. Составная часть мезорегиона Юг штата Мараньян. Входит в экономико-статистический микрорегион Жерайс-ди-Балсас. Население составляет 20 209 человек на 2010 год. Занимает площадь 6373,017 км². Плотность населения — 3,17 чел./км².

## Демография
Согласно сведениям, собранным в ходе переписи 2010 г. Национальным институтом географии и статистики (IBGE), население муниципалитета составляет:
| Полное население                               | Полное население                               | Полное население                               | Полное население                               | 20 209 |
| ---------------------------------------------- | ---------------------------------------------- | ---------------------------------------------- | ---------------------------------------------- | ------ |
| в том числе:                                   | Городское население                            | 10 205                                         | Процент городского населения, %                | 50,50  |
|                                                | Сельское население                             | 10 004                                         | Процент сельского населения, %                 | 49,50  |
|                                                | Мужское население                              | 10 390                                         | Процент мужского населения, %                  | 51,41  |
|                                                | Женское население                              | 9819                                           | Процент женского населения, %                  | 48,59  |
| Плотность населения, чел/км²                   | Плотность населения, чел/км²                   | Плотность населения, чел/км²                   | Плотность населения, чел/км²                   | 3,17   |
| Население муниципалитета в % к населению штата | Население муниципалитета в % к населению штата | Население муниципалитета в % к населению штата | Население муниципалитета в % к населению штата | 0,31   |

По данным оценки 2016 года, население муниципалитета составляет 19 846 жителей.

## История
Город основан 29 апреля 1835 года. 

## Статистика
- Валовой внутренний продукт на 2003 год составляет 67 519 198,00 реалов (данные: Бразильский институт географии и статистики).
- Валовой внутренний продукт на душу населения на 2003 год составляет 3186,22 реалов (данные: Бразильский институт географии и статистики).
- Индекс развития человеческого потенциала на 2000 год составляет 0,591 (данные: Программа развития ООН).